# 位移积分

物体运动时，其运动可以用位移的积分来描述，包括absement、absity、abseleration等，也可以用位移的导数来描述，包括速度、加速度、加加速度、加加加速度等

位移积分（英语：absement或absition）是在运动学中衡量物体相对于其初始位置持续位移的一种度量，即衡量物体离开初始位置的距离和时间的度量。Absement一词是absence（缺席）和displacement（位移）的混成词。同样，absition是absence（缺席）和position（位置）的混成词。
当物体保持位移时，Absement会发生变化，并在物体停留在初始位置时保持不变。它是位移的第一个时间积分（即Absement是位移与时间图像下的面积），因此位移是Absement的变化率（即第一个时间导数）。Absement的量纲是长度乘以时间。其国际单位制单位是米秒（m·s），这相当于一个物体在1秒内位移了1米。这与速度的单位米每秒（m/s）不应混淆，后者是位置的时间导数。
例如，将一个矩形截面的阀门门扇在10秒内打开1毫米，与在2秒内打开5毫米的Absement相同，均为10毫米·秒。通过阀门的水量与阀门的Absement成线性比例关系，因此在这两种情况下水量也是相同的。

## 自然界中的应用
每当某个量f的变化速率f'与物体的位移成比例关系时，该量f就是物体Absement的线性函数。例如，当燃料流量与油门杆的位置成比例时，燃料消耗总量就与杆的Absement成比例。
关于Absement的第一篇发表的论文介绍并阐述了它作为研究基于流的乐器（如水压琴）的一种方式，以模拟一些水压琴的实证观察结果。在这些水压琴中，长时间阻塞水流会导致声音水平的积累，因为水会积聚在发声机构（储水器）中，直到达到某个最大填充点，此后声音水平达到最大值或下降（当水流被解除阻塞时还伴随着缓慢的衰减）。Absement也被用于模拟人工肌肉，以及在体育健身方面的真实肌肉相互作用。Absement也被用于模拟人体姿势。
由于位移可以被视为电荷的机械模拟，Absement可以被视为时间积分电荷的机械模拟，这是一种用于模拟某些类型的存储元件的量。

## 应用
除了用于建模流体流动和拉格朗日建模电路外，Absement还用于物理健身和运动学中，用于模拟肌肉带宽，并作为新形式的物理健身训练。在这种情况下，它产生了一种名为Actergy的新量，它是能量的机械模拟，与能量对应的是功率。Actergy的单位与作用量（焦秒）相同，但它是总能量的时间积分（哈密顿量的时间积分，而不是拉格朗日量的时间积分）。
油门控制下的流体流动：
车辆行驶的距离取决于油门的Absement。油门开得越多，开得越久，车辆行驶的距离就越长。

## 与PID控制器的关系
PID控制器的工作信号与物理量成比例（例如位移与位置成比例），并包含其积分和导数，因此在Bratland的控制元素位置的积分和导数的上下文中定义了PID。
根据传感器输入类型的不同，PID控制器可以包含与位置、速度、加速度或位置的时间积分（Absement）成比例的增益...——Bratland等人
PID控制器的示例（Bratland 2014）：
P, 位置；
I, Absement；
D, 速度。